# St Peter’s College (Oxford)
Das St Peter’s College ist eines der konstituierenden Colleges der University of Oxford und befindet sich in der New Inn Hall Street in Oxford, Großbritannien. Es befindet sich an der Stelle von zwei mittelalterlichen Halls der Universität, welche auf das 14. Jahrhundert zurückzuführen sind. Das moderne College wurde von Francis James Chavasse, dem ehemaligen Bischof von Liverpool, gegründet, 1929 als St Peter’s Hall eröffnet und 1961 als St Peter’s College ausgezeichnet. Es wurde als Männer-College gegründet und ist seit 1979 koedukativ.
2019 verfügte das College über eine geschätzte Endowment von 49,6 Millionen GBP.

## Geschichte

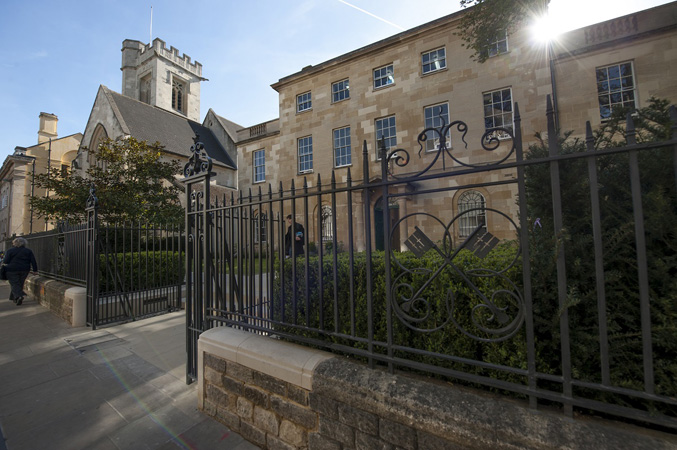
Das St Peter’s College von der New Inn Hall Street

In St Peter befinden sich zwei mittelalterliche Hallen der Universität: Trilleck’s Inn, später New Inn Hall und Rose Hall. Trilleck’s Inn wurde im 14. Jahrhundert von Bischof John Trilleck gegründet und 1887 als New Inn Hall an das Balliol College überführt. Rose Hall wurde von William of Wykeham an das New College übergeben. Das New College verkaufte das Gelände schließlich 1859 und 1868 an den Rektor von St Peter-le-Bailey als Standort für eine neue Kirche, die heute die College-Kapelle bildet.
Die Geschichte des College in seiner heutigen Form begann 1923, als Francis James Chavasse, der ehemalige Bischof von Liverpool, nach Oxford zurückkehrte. Er war besorgt über die steigenden Kosten für Bildung an den älteren Universitäten in Großbritannien und plante St Peter als ein College, an dem vielversprechende Studenten, die sonst von den Kosten des Universitätslebens abgeschreckt werden könnten, eine Oxford-Ausbildung erhalten könnten. 1928 wurde die St Peter’s Hall als Herberge für 13 Studenten eröffnet. 1929 wurde sie von der Universität als Permanent Private Hall anerkannt.
1961 genehmigte die Universität ein Statut, welches der St Peter’s Hall den vollen College-Status verlieh. Mit der Erteilung seiner Royal Charter im selben Jahr erhielt es den Namen St Peter’s College.
Die Farben des College sind grün und gold.

## Gebäude
St Peter hat eine Vielzahl von Gebäuden, von denen viele viel älter sind als das College selbst. Das College hat die bestehenden Gebäude angepasst und neue gebaut, um College-Einrichtungen und Studentenunterkünfte bereitzustellen.

### Linton Quad

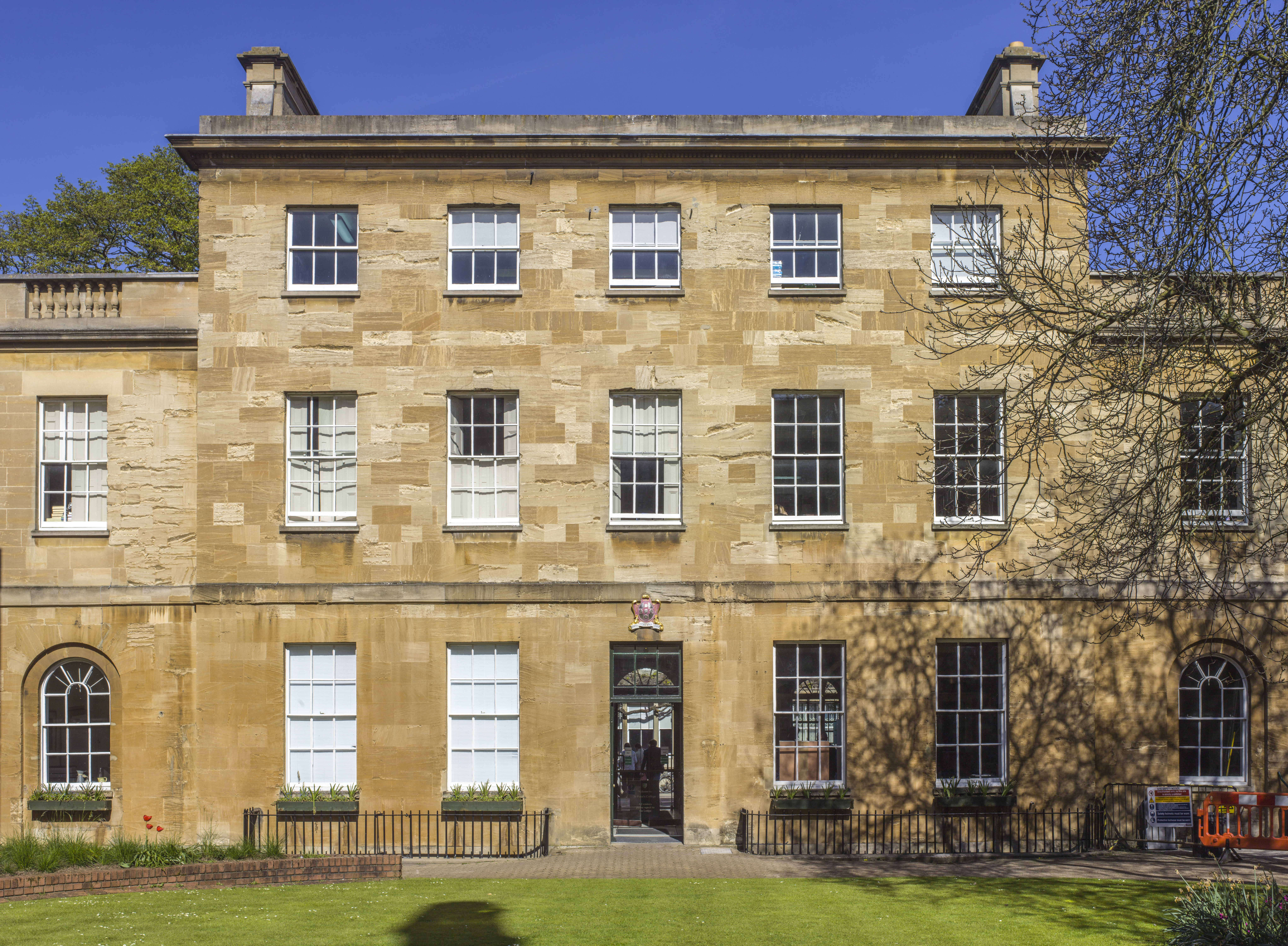
Das Linton House

Das Linton House, ein georgianisches Pfarrhaus aus dem Jahr 1797 bildet den Eingang zum College und beherbergt die Pförtnerloge und die Universitätsbibliothek.
Die College-Kapelle war ursprünglich die 1874 erbaute Church of St Peter-le-Bailey. Die Kapelle enthält Denkmälern für Mitglieder der Familie Chavasse, darunter das ursprüngliche Grabkreuz von Kapitän Noel Chavasse, das Chavasse-Gedenkfenster und ein großes Basrelief von Bischof Francis Chavasse beim Gebet.
Zum Linton Quad gehören auch der Matthews-Block (mit einer von Studenten geführten Bar) und das Latner-Gebäude.

### Hannington Quad
Der Speisesaal des Colleges, der nach dem viktorianischen Missionar James Hannington benannt wurde, stammt aus dem Jahr 1832 und ist der einzige erhaltene Teil der New Inn Hall. Der Innenhof (englisch: Quad) wurde durch den Bau eines von Herbert Baker und Fielding Dodd entworfenen Wohnblocks hinter den älteren Gebäuden vervollständigt.

### Chavasse Quad

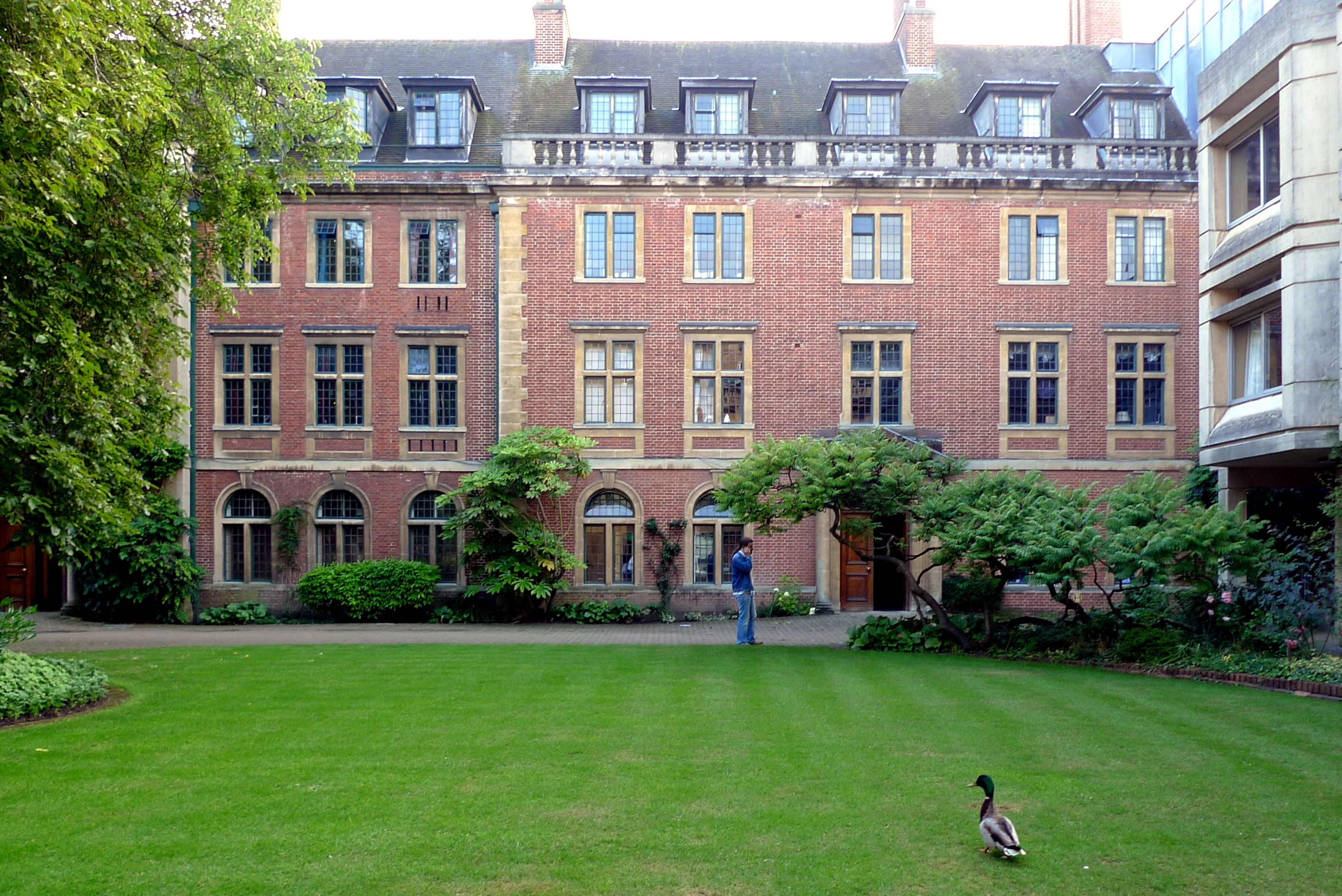
Neo-Gotische Studentenunterkünfte des College

Die „Central Girls School“ im Süden des ursprünglichen College-Geländes wurde von Leonard Stokes entworfen und 1901 fertiggestellt. Sie wurde zwischen 1984 und 1986 in das Chavasse-Gebäude des Colleges umgewandelt und bietet Wohnraum für Studenten, Seminarräume, einen Gemeinschaftsraum für postgraduale Studenten (Middle Common Room) und ein Musikzimmer. Im Jahr 2018 wurde das neue Hubert Perrodo-Gebäude mit weiteren Unterkünften und Konferenzräumen fertiggestellt.

### Mulberry Quad
Das Morris-Gebäude wurde von William Morris zum Gedenken an seine Mutter Emily Morris gestiftet.

### Canal House
Das Canal House, die Master’s Lodge, stammt aus dem frühen 19. Jahrhundert.

### Anbauten
Das College verfügt außerdem nur wenige Minuten von den Hauptgebäuden entfernt über einige externe Wohnblöcke für Studenten. In der St Thomas’ Street und im St George’s Gate sind nur grundständige Studenten untergebracht, während in der Paradise Street postgraduale Studenten untergebracht sind.

## Studentenleben
Der von Studenten geführte Junior Common Room organisiert während des gesamten akademischen Jahres eine Vielzahl von Veranstaltungen, von formellen Veranstaltungen zur Feier der Burns Night bis zu Themenpartys, die bis in die frühen Morgenstunden dauern. Das College ist eines der wenigen, das über ein eigenes, von Studenten herausgegebenes Kunstmagazin, Misc, verfügt. Das College hat auch eine von Studenten geführte College-Bar.

## Sport
Das College hat Sportmannschaften, die in den Bereichen Rudern, Cricket, Fußball, Tischfußball und Rugby gegeneinander antreten. Es teilt sich einen Sportplatz mit zwei Cricketfeldern und Pavillons, zwei Rugby- und Fußballfeldern, einem Hockeyfeld, Tennisplätzen und einem Squashplatz mit dem Exeter College und Hertford College.

## Persönlichkeiten

### Masters
- Christopher Maude Chavasse (1929–1940), britischer Sportler und anglikanischer Bischof
- Julian Thornton-Duesbery (1940–1944 und 1955–1968)
- Robert Wilmot Howard (1945–1955)
- Alec Cairncross (1969–1978), britischer Ökonom und Staatsbeamter
- Gerald Aylmer (1979–1991)
- John Barron (1991–2003),[13] britischer Gräzist, Klassischer Archäologe, Numismatiker und Epigraphiker
- Bernard Silverman (2003–2009), britischer Mathematiker
- Mark Damazer (2010–2019)
- Judith Buchanan (seit Oktober 2019)[14]

### Bekannte Alumni
- Ken Loach (* 1936), britischer Filmregisseur und Drehbuchautor
- David Davies, ehemaliger Geschäftsführer der Football Association
- Hugh Fearnley-Whitingstall (* 1965), britischer Koch und Fernsehentertainer
- Mark Carney (* 1965), Gouverneur der Bank of England (2008–2013), kanadischer Premierminister (seit 2025)
- Hugh Dancy (* 1975), britischer Filmschauspieler und Fotomodell
- Nick Houghton, britischer General und Chief of the Defence Staff
- Carl Albert (1908–2000), ehemaliger Sprecher des Repräsentantenhauses der Vereinigten Staaten